# Szárnyas fejvadász 2. – Az emberi tényező
A Szárnyas fejvadász 2: Az emberi tényező (eredeti cím: Blade Runner 2: The Edge of Human) 1995-ben megjelent sci-fi regény K. W. Jeter tollából, amely folytatja a Szárnyas fejvadász című film történetét, és több karaktert is átvesz az eredeti film alapjául szolgáló regényből, az Álmodnak-e az androidok elektronikus bárányokkal?-ból.
Magyarul az N&N Könyvkiadó adta ki 1998-ban, Möbius science fiction sorozatuk tagjaként. A fordítást Kollárik Péter készítette. A mai napig ez az egyetlen olyan Szárnyas fejvadász-regény, amely magyarul megjelent.

## Cselekmény
|  | Alább a cselekmény részletei következnek! |

A történet 2020. augusztusában játszódik, majdnem egy évvel a film befejezése után. Rick Deckard északon él a Rachael nevű replikánssal, akivel elhagyta Los Angelest. Békéjét megzavarják, és a blade runnert visszarángatják a metropoliszba, hogy találkozzon Eldon Tyrell unokahúgával, a Rachael modelljéül („templáns”) szolgáló Sarah-val. Sarah (aki megörökölte nagybátyjától a Tyrell Társaság vezetését) megbízza Deckardot egy rejtélyes, hatodik replikáns levadászásával, melyet Deckard zsarolás hatására elvállal. Fizetségül Rachael testét követeli vissza.
Eközben Dave Holdent, Deckard korábbi kollégáját kihozza a kórházból a Roy Batty replikánsok templánsa, az eredeti Roy, aki Deckard ellen fordítja Holdent. Közben pedig Deckard megtudja, hogy a Pris nevű replikáns valójában ember volt, és mivel az emberölést halállal büntetik, így az egykori blade runnerre vadászik a teljes Los Angeles-i rendőrség. Végül sikerül felvennie a kapcsolatot Bryant felügyelővel, korábbi főnökével. Utána döbben rá, hogy csapdába sétált, így folytatnia kell a menekülést, mikor megpillantja Bryant holttestét az íróasztala mögött.
A történet a megcsonkított J. F. Sebastian lakásán, a Bradbury-épületben folytatódik, ahol Deckard összecsapott az utolsó két replikánssal majdnem egy évvel korábban. Sebastian együtt él pár általa elkészített játékrobottal, és sikerült valamennyire megjavítania Prist is, akit a felbukkanó Sarah Tyrell pusztít el véglegesen. Sebastian kis katonái segítségével elhagyja otthonát, Deckard pedig megküzd Holdennel és Roy Batty-vel. Exkollégáját gyorsan lefegyverzi, de Roy Bettyvel nehezebben bír el. A templáns halála után Deckard elhagyja a helyszínt, Holden pedig a zuhogó esőben figyeli, ahogy Pris mászkáló maradványai megsimogatják a halott Battyt.
Deckard a Tyrell Társaság épületében megtalálja Rachaelt, majd Holden segítségével elmenekül a széteső épületből, azt gondolván, hogy Sarah – és vele együtt a Tyrell társaság – a lángok martalékává vált. Deckard eldönti, hogy jóval távolabb költözik most már Los Angelestől, és Rachaellel együtt emigrál egy másik bolygóra Niemand álnévvel. Időközben Holden elutazott Deckard kunyhójához, ahol megtalálja Rachael immáron működésképtelen testét, melynek lejárt a beprogramozott négyéves élettartama.
|  | Itt a vége a cselekmény részletezésének! |

## Ütközések a filmmel
Az Emberi tényező több ponton is igyekszik összekapcsolni Ridley Scott filmjét Dick regényének világával. Ilyen például a mesterséges állatokat javító dadogó, csökkent értelmű John Isidore szerepeltetése is, aki közli Deckarddal, hogy Pris ember volt. Hozzá is ad a film világához a templánsok felbukkanásával, az ENSZ szerepeltetésével és megmagyarázza a „blade runner” szó jelentését, mely a német bleib ruhig („nyugodjon meg”) kifejezésből ered, és nem bír különleges jelentéssel az angol nyelvben sem.
Azonban ellentmondások is felfedezhetőek benne:
- A könyvben Pris és J. R. Sebastian egyaránt élnek, míg a filmben Sebastian halálát megerősítették, Pris pedig a filmben és az annak alapjául szóló regényben egyaránt meghal. Nem tudni, hogy Deckard miért nem bizonyosodott meg a haláláról, illetve hogy hogyan volt képes Sebastian megjavítani Prist.
- A könyvben Pris emberként szerepel, míg a filmben és Dick regényében megerősítik replikáns/android mivoltát.
- A könyv története a film eredeti és az 1992-ben vetített rendezői változatában is felbukkanó, Bryant felügyelő által megemlített hat replikáns kilétén alapul. A filmben Byrant hat replikánsról beszél, melyek alatt Roy Battyt, Prist, Leon Kowalskit, Zhorát és egy, a Tryell épületének védelmén át nem jutott robotot érti. Egy replikáns sorsa nem lett említve, így sok rajongó arra asszociált, hogy valójában Deckard az a rejtélyes hatodik. A regényből azonban kiderül, hogy nem létezik hatodik replikáns; Bryant rosszul magyarázott Deckardnak. Ridley Scott felfigyelt erre, és hivatalosan kijelentette, hogy a hatodik replikáns szöveg egy filmhiba. A végső vágás-változatban már két replikáns pusztult el a Tyrellhez való betörésben.

## Kritika
A regényt vegyesen fogadták a kritikusok. Michael Glitz az Entertainment Weekly-től C-re osztályozta a könyvet, véleménye szerint pedig csak keményvonalas rajongókat elégíthet ki ez a történet, valamint bírálta Jeter azon ötletét, hogy többször is idéz a filmből, és a cselekmény több pontját is abból meríti. Tal Cohen a Tal Cohen's Bookshelf-ről az Emberi tényezőt jó könyvnek tartotta, és kiemelte azt, hogy Jeter keresi azokat a válaszokat, amelyekkel megválaszolhatja a Philip K. Dick által feltett kérdéseket. Ugyanakkor kritizálta a regény oktalan grandiózus vonásait, és hogy túlságosan is ragaszkodik a filmben látottakhoz, valamint hogy a bemutatott új karakterek nem lettek kellőképpen kidolgozva.
Ian Kaplan a BearCave.com-tól három csillagot adott a könyvre az ötből. Azt írta, hogy habár nem volt teljesen megelégedve a történettel, és hogy a cselekmény „sekélyes”, Jeter jól mutatja be a replikánsokat hajkurászó blade runnerek lelki vívódásait. J. Patton a The Bent Cover-től elismerően írt Jeter azon szándékáról, hogy nem akarja másolni Dick stílusát, és a könyv remekül megteremti a Szárnyas fejvadászra jellemző sötét hangulatot.

## Magyarul
- Szárnyas fejvadász 2. Az emberi tényező; ford. Kollárik Péter; N&N, Budapest, 1998 (Möbius)

## Folytatások
- Blade Runner 3: Replicant Night
- Blade Runner 4: Eye and Talon